# ذن کاجیهارا
ذن کاجیهارا (انگلیسی: Zen Kajihara; ۲۵ فوریهٔ ۱۹۶۶ – ) بازیگر اهل ژاپن بود. وی از سال ۱۹۸۵ میلادی تاکنون مشغول فعالیت بوده‌است.
از فیلم‌ها یا برنامه‌های تلویزیونی که وی در آن نقش داشته‌است می‌توان به هتل نقاب پوشان، ۱۳ ارباب شوگون اشاره کرد.